# أبواب الخوف (مسلسل)
مسلسل مصري عرض علي إم بي سي 1 وإم بي سي دراما وهو أول مسلسل رعب في تاريخ الدراما العربية. بدأ التحضير له في أبريل 2009 وتم عرضه في سنة 2011.

## قصة المسلسل
أبواب الخوف.. يوميات صحفي شاب مغرم بالبحث عن المتاعب تدور أحداث المسلسل حول الصحفي والمترجم «آدم ياسين» المولع بالقصص المثيرة والمرعبة عن علاقة الإنسان بالعوالم الأخرى، حيث يبحث البطل في كل حلقةٍ عن أسرار حادثة أو واقعة غريبة مر عليها سنوات طويلة. رغم تورط «أدم» في مطاردات مع الشرطة بسبب رحلة البحث والتقصي التي يقوم بها لمعرفة خلفيات تلك الحوادث. إلا أنه ينجح في عمل العديد من التحقيقات الصحفية الناجحة التي تنال إعجاب رئيس التحرير. لكن هل ينتهي شغف الصحفي «أدم ياسين» بالقصص المثيرة عند نجاحه الصحفي، أم يدفع فاتورة حب الإثارة من حياته الشخصية التي تتعرض للتهديد؟
بدأ تصوير المسلسل في شهر إبريل 2010، وقد شهد توقفات كثيرة أدت لتأجيله أكثر من مرة بسبب أخطاء في التنظيم الإنتاجي، وتم تصوير جانب من مشاهده الخارجية في محافظات الإسكندرية والبحر الأحمر وعدد من القرى الريفية بالمنصورة.
المسلسل -الذي يعد الأول من نوعه- مخصص للكبار فقط

## بطولة
- عمرو واكد
- ريهام أيمن
- رانيا شاهين
- جميل راتب
- خليل مرسي
- رشوان توفيق
- رؤوف مصطفى
- حسن العدل
- أيمن منصور
- بيومي فؤاد
- أحمد توفيق

## ضيوف الحلقات
- أمير كرارة
- إنجي المقدم
- وليد فواز
- عمرو عابد
- علي حسنين
- لانا سعيد
- محمود العزازي
- جلال الهجرسي
- مهرة الخولي
- محمد دياب
- عارفه عبد الرسول
- نسرين أمين
- أمينة خليل